# Верн, Морис Луи
Морис Луи Верн (фр. Maurice Louis Verne; 1845—1923) — французский христианский реформаторский богослов, историк церкви, публицист и педагог.

## Биография
Морис Луи Верн родился 25 сентября 1845 года в городе Норуа. Изучал теологию в протестантской семинарии в Монтобане и Страсбургском университете, получив докторскую степень в 1874 году. 
Получив соответствующее образование Верн получил место профессор Парижского университета.
В 1875 году Морис Луи Верн вызвал проникнутым либеральным духом сочинением «Quelques réfléxions sur la crise de l’Eglise reformée en France» горячую полемику во французской протестантской печати. Также издал несколько работ, касающихся истории евреев.
В 1886 году он был назначен директором-адъюнктом в Практическую школу высших исследований (секция религиозных наук). С 1901 года Верн был профессором в Le Collège libre des sciences sociales (CLSS).
Наиболее известны следующие труды М. Л. Верна: «Le peuple d’Israël et ses espérances relatives à son avenir depuis les origines jusqu’à l’époque persane» (1872); «Histoire des idées messianiques depuis Alexandre jusqu’à l’empereur Hadrien» (1874); «Le Protestantisme et la philosophie expérimentale» (1883); «L’Histoire des religions, son esprit, sa méthode et ses divisions» (1887); «Une nouvelle hypothèse sur la composition et l’origine du Deutéronome» (1887); «Précis de l’histoire juive jusqu’à l’époque persane» (1889); кроме того, с голландского В. перевел соч. Кунена: «Religion nationale et religion universelle» (1854).
Морис Луи Верн умер 29 июля 1923 года в городе Париже.